# Södra Lundby församling
Södra Lundby församling var en församling i Skara stift och i Vara kommun. Församlingen uppgick 2002 i Vedums församling. 

## Administrativ historik
Församlingen har medeltida ursprung. Före den 1 januari 1886 (ändring enligt beslut den 17 april 1885) var namnet Lundby församling.
Församlingen var till 1962 annexförsamling i pastoratet Larv, Längjum, Tråvad och (Södra) Lundby som till omkring 1800 även omfattade Vässby församling och åtminstone till 1555 Edums församling. Från 1962 till 2002 var den annexförsamling i pastoratet Bitterna, Laske-Vedum, Eling och Södra Lundby. Församlingen uppgick 2002 i Vedums församling.

## Kyrkor
- Södra Lundby kyrka